# Stilhaus

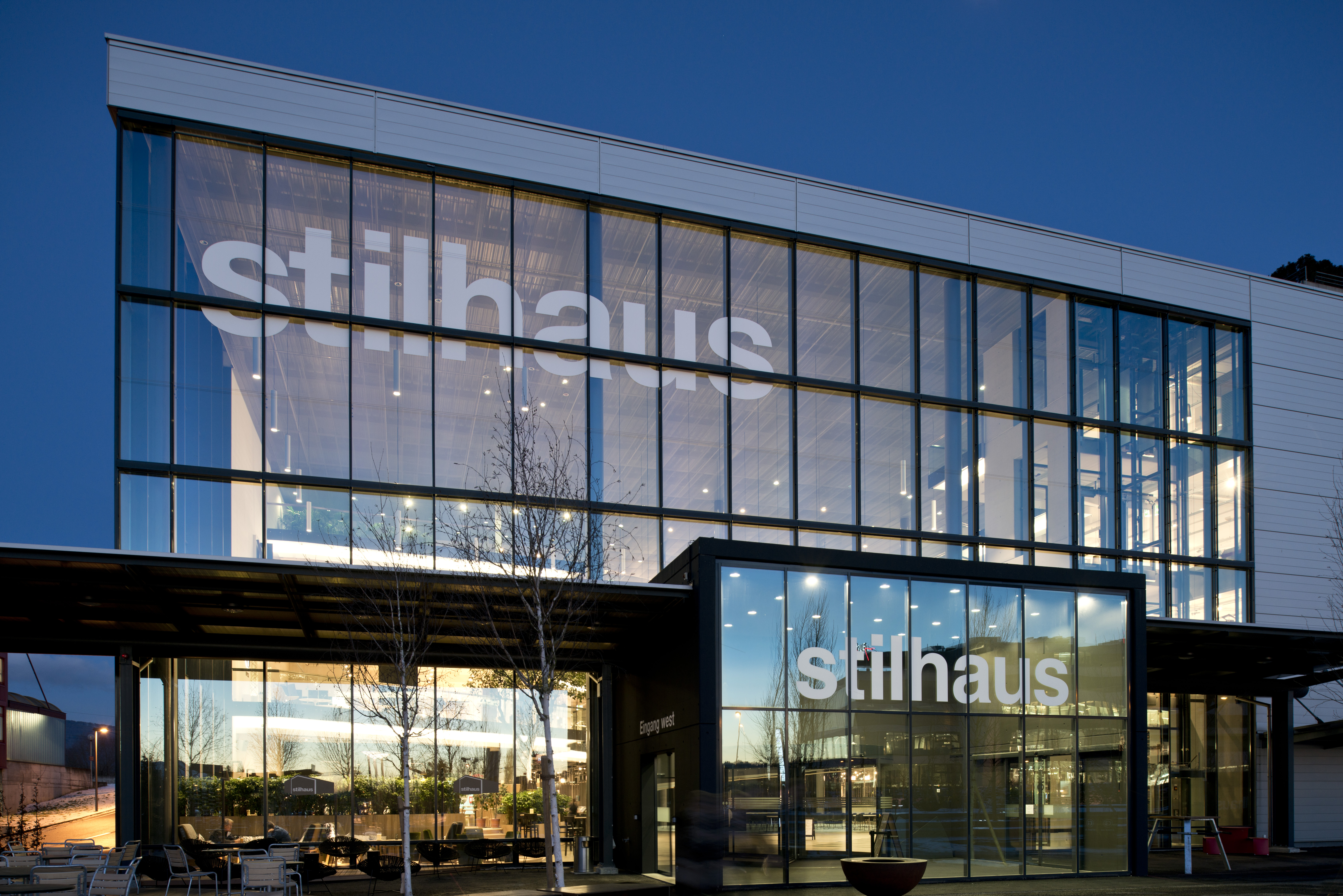
Aussenansicht Stilhaus

Stilhaus (Eigenschreibweise: stilhaus) war ein Einkaufs- und Kompetenzzentrum in Rothrist in der Schweiz für die Themen Bauen, Wohnen, Garten und Design. Auf rund 20.000 m² befanden sich Fachgeschäfte aus der Bau-, Innenarchitektur- und Einrichtungsbranche, ein Restaurantbetrieb, ein Weingeschäft, eine Designausstellung, Konferenzräume sowie eine Gartenanlage.

## Konzept/Infrastruktur

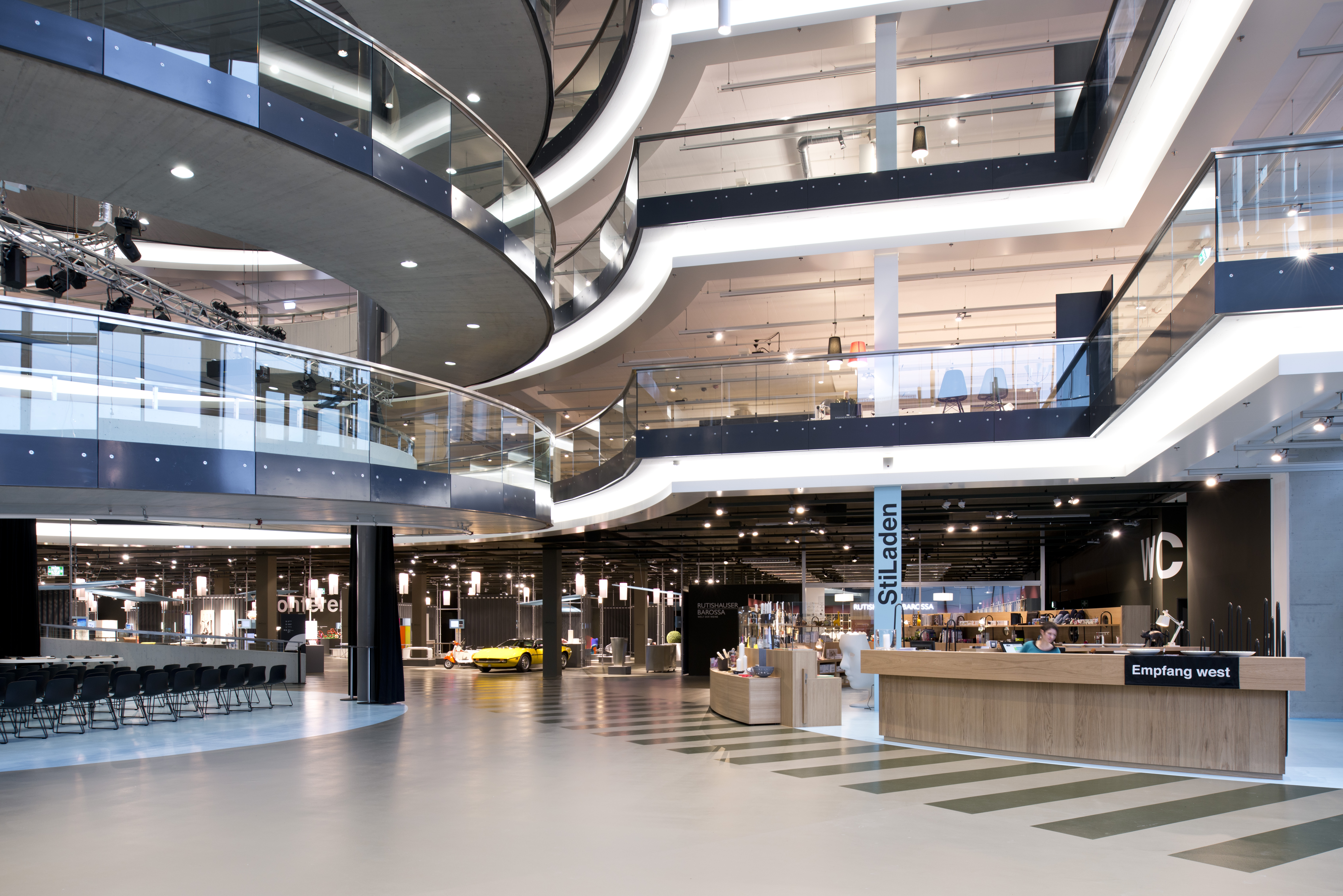
Eingangshalle Stilhaus

Stilhaus umfasste 100 Fachgeschäfte aus den Bereichen Bauen, Wohnen und Geniessen auf vier Etagen. Im Erdgeschoss des Gebäudes stand auf 3000 m² die ganzjährige Designausstellung dieForm, welche zeitgenössisches Design präsentierte. Vor dem Gebäude stand eine 3200 m² grosse Gartenanlage mit einem Wohn- und Poolhaus. Im Innern von Stilhaus befand sich zudem das Restaurant IOIY’s.

## Geschichte
Stilhaus wurde am 30. November 2012 eröffnet. Die stilhaus AG ist zu 100 % im Besitz von Inhaber und CEO Daniel Medina. Das Gebäude am Rössliweg 48 in Rothrist wurde bis 2010 als «Design Center» von Möbel Hubacher geführt und danach geschlossen. Mit dem Investment von Daniel Medina wurde das Gebäude neu genutzt und Stilhaus nach eineinhalb Jahren Projekt- und Umbauzeit mit über 130 Mietern eröffnet. Die Innenarchitekten Gessaga Hindermann haben die mit dem Red Dot Design Award ausgezeichnete Designausstellung «dieForm» konzipiert und umgesetzt. Die Gestaltung des Eingangsbereichs und des Restaurants wurde durch das Architekturbüro Grego um Jasmin Grego und Stephanie Kühnle vorgenommen. Der Garten gestalteten die Architekten von Daniel Schneider Architekten BSLA.
Im Herbst 2017 wurden die Geschäfte weitgehend geschlossen und am 3. April 2018 sollte in den Räumen eine Filiale des Einrichtungshauses XXXLutz offiziell eröffnen. Letztendlich fand die Eröffnung Anfang April statt.

## Lage
Stilhaus steht am Rössliweg 48 in Rothrist und liegt an der Autobahn A1. Neben dem Einkaufszentrum Stilhaus steht das Möbelhaus Hubacher. Vis-à-Vis befindet sich das Gewerbehaus Ausfahrt46. Auf dem Areal stehen den Kunden 650 Gratis-Parkplätze zur Verfügung.